# 甯賢
寧賢（？—？），字國徵，直隸定邊衛軍籍，山西稷山縣人，明朝政治人物。

## 生平
成化七年辛卯科順天府鄉試第八十九名舉人。成化十七年（1481年）中式辛丑科會試第一百二十五名，三甲第六十二名進士。

## 家族
曾祖寧郁；祖父寧實嗣；父寧剛，母劉氏。